# Triumph Tigress
Il Triumph Tigress, venduto anche come BSA Sunbeam, era uno scooter progettato per avere prestazioni ed una maneggevolezza che potessero soddisfare un appassionato di motociclette.

## Storia
L'ingresso del gruppo BSA nel mercato degli scooter venne annunciato da Edward Turner nell'ottobre del 1958. Il modello da 250 cm³ di cilindrata aveva una velocità di crociera compresa tra gli 88,5 ed i 96,5 km/h ed un consumo di 42 chilometri per litro.
Un prototipo del BSA Sunbeam venne presentato nel 1958 al Court Cycle and MotorCycle Show e la produzione iniziò alla fine del 1959; le consegne furono però afflitte da ritardi dovuti alla necessità di reclutare nuovo personale nonostante venisse dichiarata una capacità di produttiva dello stabilimento di 50.000 veicoli l'anno.
Il progetto di Edward Turner derivava dalla sua lunga esperienza con la costruzione delle veloci motociclette della Triumph. Il veicolo venne venduto sotto due marchi in modo da trarre vantaggi dalle due reti di distribuzione. L'uso del marchio su questo veicolo fu uno degli ultimi utilizzi avvenuti del nome Sunbeam. Le differenze tra il modello BSA Sunbeam e il Triumph Tigress era solo estetica in quanto il modello BSA aveva una colorazione policroma in verde e a due toni - rosso e crema - con il marchio BSA mentre il modello Triumph era in colore blu con il marchio Triumph.
Lo scooter era disponibile con il motore bicilindrico a quattro tempi da 250 cm³ o con il motore a due tempi monocilindrico da 175 cm³. Tutti e due i motori avevano il raffreddamento ad aria forzata. Il motore a due tempi era uno sviluppo di quello del BSA Bantam mentre quello a quattro tempi era un motore a cilindri paralleli completamente nuovo con trasmissione ad ingranaggi piuttosto che a catena.
Il sistema di accensione si basava su due blocchi ognuno dei quali si collegava ad una candela e non aveva spinterogeno. Il sistema di trasmissione alla ruota posteriore era una catena in bagno d'olio completamente chiusa.
Tutte e due le versioni avevano un cambio a pedale a quattro marce. Su alcuni modelli dotati di motore da 250 avevano avviamento elettrico e impianto non a 6 V ma a 12 V. Il modello bicilindrico da 250 faceva raggiungere allo scooter la velocità di 105 km/h ed il mezzo aveva, nonostante le ruote da 10 pollici, buone sospensioni e tenuta di strada. Il problema principale del veicolo era dato dalla qualità con il quale era costruito. Si diceva che il Tigress faceva la felicità di coloro che potevano permettersi i costi per le riparazioni.
La produzione del modello con motore da 250 venne conclusa nel 1964 mentre il modello con il 175 due tempi rimase in produzione fino al 1965.
Verso la fine degli anni sessanta, nonostante l'opposizione interna, venne prodotto un altro scooter e un veicolo a tre ruote per la spesa. Questo mezzo era il Triumph Tina e, utilizzando un altro marchio di proprietà della BSA, il tre ruote Ariel 3 erano destinati al segmento di mercato dei cosiddetti carrelli della spesa.

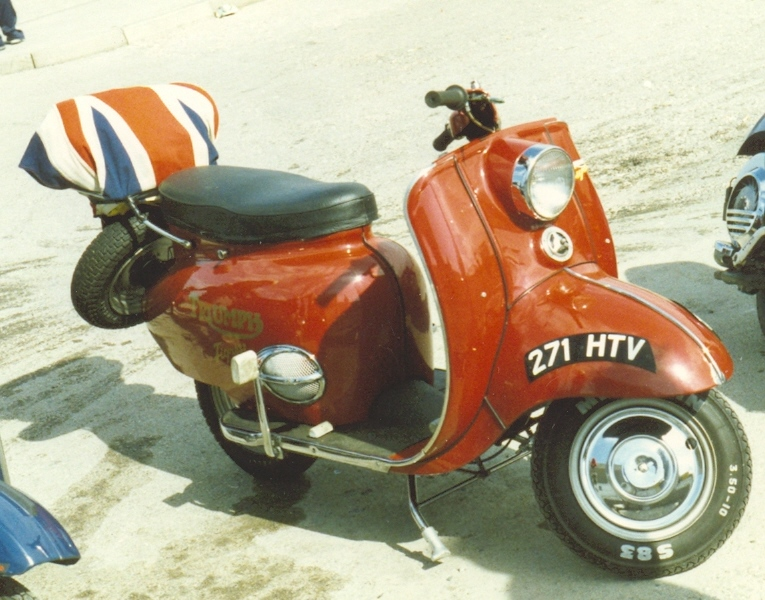
Unp scooter Triumph Tigress